# Нгонда Музінга
Нгонда Музінга (фр. Ngonda Muzinga, нар. 31 грудня 1994) — конголезький футболіст, правий захисник клубу «Рига» і національної збірної Демократичної Республіки Конго.

## Клубна кар'єра
У дорослому футболі дебютував 2015 року виступами за команду «Віта Клуб», в якій провів чотири сезони. 
2019 року став гравцем французького «Діжона», в якому був здебільшого гравцем запасу.

## Виступи за збірну
2017 року дебютував в офіційних матчах у складі національної збірної Демократичної Республіки Конго.
У складі збірної був учасником Кубка африканських націй 2019 року в Єгипті, на якому виходив на поле у трьох з чотирьох іграх своєї команди, яка припинила боротьбу на стадії 1/8 фіналу.

## Досягнення
- Володар  Кубка Латвії (1) : 2023